# Troianata
Troianata  este un oraș în Grecia în prefectura Kefalonia.